# 平湯皓基
平湯 皓基 （ひらゆ こうき、1998年7月30日 - ）は、愛知県出身の元プロ野球選手（外野手）。右投右打。

## 経歴
中学では愛知守山ボーイズに所属しており村瀬杯愛知県西選抜にも選ばれた。
静岡県の静清高等学校に進学した。3年間で最高記録は県ベスト8だった。1年先輩に石田駿がいた。
愛知大学野球連盟の2部に所属していた名古屋経済大学に進学した。
社会人野球の矢場とんブースターズに入団し、2年目より中堅手としてプレーした。
その後、2023年より九州アジアリーグに参入した宮崎サンシャインズに入団し、長打力を発揮し終盤まで本塁打王を争う活躍を見せた（最終的には6本でリーグ3位タイ）。
2023年12月7日、2024年シーズンから日本野球機構のウエスタン・リーグに新規参入するくふうハヤテベンチャーズ静岡に入団することが発表された。番号は3で、宮崎時代と同じだった。同年は76試合に出場したが、長打力は鳴りを潜めて本塁打は記録できず、打率.244、8打点、2盗塁（4盗塁死）の成績だった。10月31日、契約満了による退団が発表された。
2025年2月6日、学生野球資格回復研修受講に伴い、同資格を回復した。2024年度からNPBファーム・リーグ参加球団のプロ野球関係者も新たに受講対象になり、この対象者の中では平湯が資格回復者第一号となった。同年から「侍ベースボールアカデミー」と称した野球教室を開講し、静岡県内の小・中・高・大学生を対象に野球指導を行っている。

## 詳細情報

### 独立リーグでの年度別打撃成績
| 年 度     | 球 団     | 試 合 | 打 席 | 打 数 | 得 点 | 安 打 | 二 塁 打 | 三 塁 打 | 本 塁 打 | 塁 打 | 打 点 | 盗 塁 | 盗 塁 死 | 犠 打 | 犠 飛 | 四 球 | 敬 遠 | 死 球 | 三 振 | 併 殺 打 | 打 率 | 出 塁 率 | 長 打 率 | O P S |
| --------- | --------- | ----- | ----- | ----- | ----- | ----- | -------- | -------- | -------- | ----- | ----- | ----- | -------- | ----- | ----- | ----- | ----- | ----- | ----- | -------- | ----- | -------- | -------- | ----- |
| 2023      | 宮崎      | 66    | 253   | 226   | 21    | 64    | 10       | 0        | 6        | 92    | 23    | 2     | 3        | 0     | 2     | 21    | -     | 4     | 41    | 5        | .283  | .352     | .407     | .759  |
| 通算：1年 | 通算：1年 | 66    | 253   | 226   | 21    | 64    | 10       | 0        | 6        | 92    | 23    | 2     | 3        | 0     | 2     | 21    | -     | 4     | 41    | 5        | .283  | .352     | .407     | .759  |

- 2024年シーズン終了時

### 背番号
- 3（2023年 - 2024年）